# Laphria contusa
Laphria contusa är en tvåvingeart som beskrevs av Jost Wiedmann 1828. Laphria contusa ingår i släktet Laphria och familjen rovflugor. Inga underarter finns listade i Catalogue of Life.